# Ruila
Ruila är en ort i Estland. Den ligger i Kernu kommun och landskapet Harjumaa, i den västra delen av landet, 30 km sydväst om huvudstaden Tallinn. Ruila ligger 46 meter över havet och antalet invånare är 114.
Terrängen runt Ruila är platt. Runt Ruila är det glesbefolkat, med 9 invånare per kvadratkilometer. Närmaste större samhälle är Keila, 12,6 km norr om Ruila. I omgivningarna runt Ruila växer i huvudsak blandskog.